# Johannes Czerski
Johannes Czerski, född 13 maj 1813 i Warlubien i Västpreussen, död 22 december 1893 i Schneidemühl, var en tysk katolsk präst, känd som stiftare av en fri katolsk församling.
Czerski prästvigdes 1842 i Posen och blev 1844 präst i Schneidemühl. Då han, med stöd av några församlingsmedlemmar, ingick ett hemligt äktenskap och inte ville underkasta sig botstraff, nedlade han sitt ämbete, offentliggjorde sitt äktenskap, grundade en särskild "kristlig-apostolisk-katolsk" församling i Schneidemühl (med mässa på modersmålet och nattvard under båda gestalterna) och försvarade sitt agerande i flera skrifter. Czerski blev bannlyst, men flera kretsar anslöt sig till honom. Samtidigt trädde han i förbindelse med den av Johannes Ronge stiftade och ledda tysk-katolska kyrkan i Breslau, men kände sig snart bortstött av dess rationalism, drog sig tillbaka och verkade därefter i stillhet för sina idéer.